# PlanetSide
PlanetSide — MMOFPS от Sony Online Entertainment. В России издана компанией Akella-Online.
PlanetSide — компьютерная игра, впервые изданная Sony Online Entertainment (SOE) 19 мая 2003 года. В PlanetSide три империи находятся в состоянии войны за территориальный контроль на десяти разных мирах. Игрок может управлять персонажем любой из трех империй. На выбор игроку предлагаются различные специализации, которые можно комбинировать, такие как Хакер, Медик, Инженер, Снайпер и т. д. Также предусмотрена возможность управлять множеством различных транспортных средств, как наземных, так и воздушных.

## Игровой процесс
Игровой процесс типичен для большинства шутеров. Цели игроков сводятся к штурму и захвату баз на континенте, после того как одна из империй захватит все базы континента, он переходит под её контроль. Основных отличия от других онлайн-шутеров три — это одновременное участие 450 человек на одной карте, в отличие от других шутеров, где участие ограничено обычно 32 или 64 игроками. Второе отличие — это десятки видов техники и авиации количество которых одновременно участвующих в бою не ограничено никакими рамками, в то время как в большинстве шутеров техника отсутствует вовсе или её количество сильно ограниченно.

### Боевые группы
Для повышения эффективности своих действий игроки объединяются в боевые группы. В мире PlanetSide есть несколько типов боевых групп.
Империя (англ. Empire) — это самое большое объединение игроков. При создании персонажа игрок выбирает империю, которой будет служить. Игроки, воюющие за одну и ту же империю, обладают абсолютно идентичным арсеналом и получают равный доступ к дружественным зданиям, а также могут общаться в определенных каналах чата. В каждой империи существуют мелкие организационные структуры.
Отделение (англ. Squad) — это временное объединение игроков, состоящее максимум из 10 членов. Боевой опыт делится между всеми членами отделения, находящимися на одном континенте. Командир отделения при успешных действиях во время захвата или возвращения здания получает очки командного опыта, а члены отделения — дополнительный боевой. Члены отделения могут общаться между собой в отдельном канале чата, а также с помощью встроенного в игру голосового сервера.
Взвод (англ. Platoon) — это боевая группа, состоящая из двух или из трёх отделений. Отделения внутри взвода разделяются на первичное (золотое), вторичное (индиговое), третичное (оранжевое) крыло. Получаемый опыт делится внутри каждого отделения, а не всего взвода. Учитывая, что взвод может состоять из 30 игроков, он представляет собой грозную силу. Взвод также является временным объединением.
Подразделение (англ. Outfit) — это постоянная боевая группа, которая сохраняется даже после
того, как её участники вышли из игры и зашли в неё снова. Как и в других онлайн-играх, где широко используется клановая система, в PlanetSide подразделения носят своё уникальное название и могут иметь свой логотип. Для создания такой группы необходимо собрать полное отделение из десяти человек, ни один из которых не входит в другое подразделение. Внутри подразделения игроки делятся по званиям (всего их восемь). Офицеры подразделения, носители четырёх высших званий, могут приглашать вступить других игроков. Когда подразделение наберет десять тысяч очков, его командир может выбрать специальный логотип, который будет появляться на броне и боевой технике всех солдат, входящих в это подразделение. Члены подразделения могут общаться между собой с помощью отдельного канала чата.
С 2006 года проводится ивент Войны подразделений (англ. Outfit wars) для соревнований между подразделениями.

### Система развития персонажа
Практически за все действия, влияющие на ход игры (уничтожение противника, ремонт дружественной техники и т. д.) персонажу начисляются очки опыта. По достижении определенного количества очков опыта персонажу присваивается следующий боевой ранг. Максимально можно заработать 40-й боевой ранг. Боевые ранги добавляют так называемые «очки сертификации», которые можно «обменять» на сертификат, дающий возможность пользоваться определенным видом техники, оружия или оборудования, и меняют внешний вид брони персонажа. Каждые 6 часов можно «забыть» один сертификат (или группу сертификатов, если «забыть» сертификат, без которого нельзя иметь какие-либо другие сертификаты). На 6, 12 и 18 боевых рангах вместо очков сертификации дается возможность вживить персонажу имплантат, который улучшает его способности. В отличие от сертификатов, имплантаты можно менять в любое время. Каждый имплантат имеет определенное время «зарядки». Если персонаж погиб(или имплантат только был вживлен) должно пройти некоторое время для того чтобы имплантат заработал.
Также персонаж может получать командирские ранги. Для получения очередного командирского ранга требуются очки командирского опыта, получаемые когда отделение или взвод которыми командует персонаж захватывает вражескую или защищает дружественную базу. Максимальный командирский ранг — 5-й. Каждый новый командирский ранг добавляет персонажу больше возможностей и немного изменяет внешний вид персонажа.

## Игровой мир

### История

Карта Аураксиса до Изгиба

Люди колонизировали всю Солнечную систему и пытались освоить «дальний космос». Долгое время эти попытки были безуспешны. Однако вскоре кораблю Республики, правящей на Земле более тысячи лет, удалось через пространственно-временной тоннель выйти на планету, пригодную для жизни.
Первые исследования планеты, которую назвали Аураксис (англ. Auraxis), показали, что она напрочь лишена всех форм жизни, за исключением растений. В то же время были обнаружены огромные искусственные строения — ворота перехода, позволяющие телепортироваться с одного континента Аураксиса на другой мгновенно.
Неожиданно выяснилось, что на этой планете нельзя умереть. Среди потерявших страх смерти колонистов произошёл раскол. Началась война между Республикой и двумя образовавшимися империями, Новым Конгломератом и Суверенитетом Вану.
Республика попыталась отправить на Аураксис боевой флот, чтобы подавить мятеж. Однако за мгновение до входа флота в тоннель, он начал деформироваться, изгибаться… и исчез.
Изгиб (англ. The Bending)
Вскоре Аураксис был подвергнут Изгибу (об этом стало известно после обновления от 14 августа 2004 года). Вероятно, это произошло из-за экспериментов с Древней Технологией. В результате Аураксис стал представлять систему малых планет, разбросанных по космосу, но по-прежнему соединённых между собой воротами перехода. Один из континентов Аураксиса Ошур (англ. Oshur) был расколот и стал представлять собой систему Боевых островов (англ. Battle Islands).

### Континенты и пещеры
Аураксис состоит из шестнадцати континентов (три из которых — это убежища империй) и шести подземных пещер. В каждое убежище может попасть только солдат данной империи, поэтому там боевые действия не ведутся. Попасть с одной планеты на другую игрок может на межпланетном челноке или воспользовавшись воротами перехода. Через меню игры также можно переместиться в точку текущего сражения (англ. Instant action) или отозваться в убежище (англ. Recall to sanctuary).
Связи с пещерами нестабильны: они то открываются, то закрываются. В один момент времени открытыми бывают только две пещеры.

### Империи
Новый Конгломерат (англ. New Conglomerate) — империя, созданная теми солдатами, которые считали, что Республика Землян — слишком военизированная и во многом устаревшая форма власти. Недовольных было много, но о сопротивлении такому гиганту, как Республика, не могло быть и речи. Когда пространственный туннель исчез, многие солдаты начали открыто критиковать методы и принципы управления Республики Землян. Вскоре после этого вспыхнула революция, в результате которой сформировались Новый Конгломерат и Суверенитет Вану.
Новый Конгломерат стремится создать свободное общество, стараясь как можно дальше отойти от традиционных методов управления Республики Землян. Солдаты Конгломерата вынуждены бороться и с представителями Республики, которые хотят подавить сопротивление, и с воинами Суверенитета Вану, которые хотят единолично пользоваться всей технологией пришельцев.
Большая часть арсенала Нового Конгломерата наносит самый существенный урон в расчёте на одно попадание, но оружию не хватает той скорости стрельбы, которая доступна вооружению Республики Землян.
Республика Землян (англ. Terran Republic) — империя, стремящаяся восстановить свои полномочия единственной правящей организации И хотя сейчас Республика официально находится в состоянии войны с отколовшимся Новым Конгломератом и Суверенитетом Вану, её основной целью является объединение всех людей под своим знаменем.
Приверженцы старого строя, верные Республике Землян, растеряны и возмущены случившимся раздором и хотят как можно быстрее вернуть контроль в свои руки. Кроме желания безраздельной власти, на агрессию их толкает боязнь карательных мер, которые обязательно последуют в том случае, если пространственный туннель вновь откроется и в метрополии узнают, что назначенные руководители допустили подобный раскол в рядах своих солдат.
Экипировка Республики Землян по большей части полагается на скорость и основана на оружии с высоким темпом стрельбы. Каждый отдельный снаряд из их арсенала не обладает такой убойной силой, как оружие Нового Конгломерата, но они компенсируют это предельно высокой скоростью стрельбы.
Суверенитет Вану (англ. Vanu Sovereignty) — империя, которая наряду с Новым Конгломератом откололась от Республики Землян. В отличие от Нового Конгломерата, который просто хотел получить больше свободы, и Республики Землян, которая сражалась за восстановление своей власти, приверженцы этой новой империи настолько прониклись Инопланетной технологией Вану, обнаруженной на Аураксисе, что даже назвали себя Суверенитетом Вану.
Воины Суверенитета Вану считают, что разрыв связи с основной Республикой Землян был долгожданным освобождением, которое позволило им официально отделиться и создать свою собственную империю, способную восстановить и использовать технологию Вану единолично. Они с нескрываемым презрением смотрели на Республику Землян и не доверяли идеям Нового Конгломерата о создании «свободного» общества. Они поняли, что ни одна из противостоящих им империй не осознает истинного потенциала технологии Вану, поэтому Суверенитет Вану открыто сражается с Новым Конгломератом и Республикой Землян, чтобы сохранить и контролировать всю обнаруженную инопланетную технологию.
В отличие от Нового Конгломерата и Республики Землян, которые используют более традиционные виды вооружения и транспортных средств, Суверенитет использовал науку Древних Вану, создав гибриды человеческой и инопланетной техники, В результате они получили необычный арсенал энергетического оружия и боевой транспорт на основе технологии антигравитационных подушек.

## Разработка

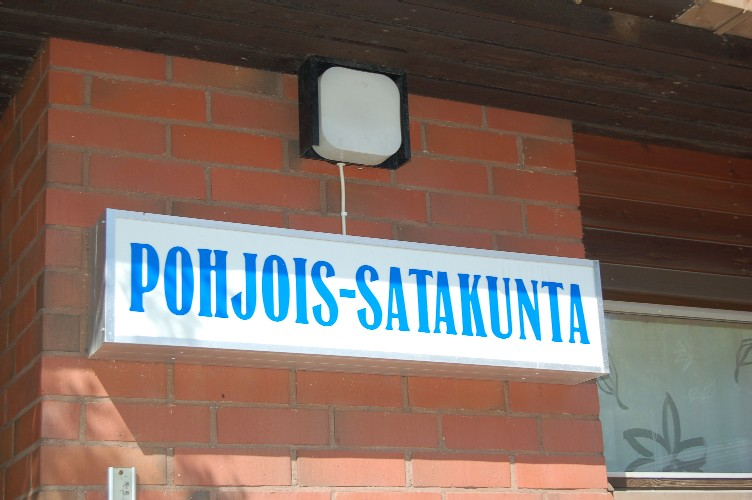
Логотип PlanetSide

Снижение темпов разработки игры (введения новых элементов, исправления существующих багов и т. д.) с 2005 года вызвало резкое снижение числа игроков (на начало 2005 года игра имела 60 тысяч подписчиков, в середине 2006 года уже 20 тысяч).

### Локализация
Akella Online, подразделение компании Akella, объявило о заключении издательского соглашения с компанией Sony Online Entertainment 23 декабря 2005 года. По условиям соглашения Akella Online получила эксклюзивные издательские права на распространение PlanetSide на территории России и стран СНГ.
Локализованная версия вышла 5 апреля 2006 года.
Благодаря Akella Online русскоязычные пользователи смогли играть в локализованную версию PlanetSide против игроков со всего мира. Кроме того, игроки из России и СНГ получили преимущество в виде более низких, чем у оригинальной версии PlanetSide, абонентской платы и рекомендованной цены.

### Серверы

Старый логотип PlanetSide

С момента запуска в игре было 5 серверов.
| Английское название | Русское название | Местоположение |
| ------------------- | ---------------- | -------------- |
| Markov              | Марков           | Запад США      |
| Johari              | Йохари           | Запад США      |
| Emerald             | Эмеральд         | Восток США     |
| Konried             | Конрейд          | Восток США     |
| Werner              | Вернер           | Европа         |

Спустя некоторое время после значительного сокращения игроков серверы Johari и Konried были закрыты, а персонажи с них были перенесены на Markov и Emerald соответственно.
20 мая 2008 года состоялось объединение двух североамериканских серверов (Markov и Emerald) в один, который называется Gemini (с англ. — «Близнецы»). Это объединение также связано с уменьшением числа игроков.
Таким образом, снижение числа играющих вызвало сокращение количества серверов с пяти в 2003 году до двух в 2008.
6 марта 2009 года на официальном форуме игры было объявлено, что ведутся работы по слиянию двух оставшихся серверов Gemini и Werner в один. 25 августа 2009 года произошло объединение серверов: персонажи с европейского сервера Werner были перенесены на американский сервер Gemini.
1 июля 2016 года студия Daybreak Games отключила все сервера, но перед отключением запустила масштабный ивент - метеоритный обстрел планеты до полного уничтожения. Пример апокалипсиса можно посмотреть на YouTube.

## Оценки
| Сводный рейтинг | Сводный рейтинг |
| Агрегатор       | Оценка          |
| --------------- | --------------- |
| GameRankings    | 80,16 %         |

| Сводный рейтинг | Сводный рейтинг |
| Агрегатор       | Оценка          |
| --------------- | --------------- |
| GameRankings    | 62,82 %         |

## PlanetSide 2
25 сентября 2009 года SOE разослала приглашения подписчикам принять участие в опросе о возможном сиквеле игры.
За несколько дней до этого SOE зарегистрировала доменное имя planetside2.com.

### Официальные
- Официальный сайт PlanetSide (англ.)
- Официальный форум PlanetSide (англ.)
- Игровой портал PlanetSide Players  (англ.)
- Официальное руководство пользователя  (англ.)
- Официальный русский сайт PlanetSide
- Официальный русский форум PlanetSide

### Статьи
- Всё о PlanetSide в журнале «Лучшие компьютерные игры»